# Seeham
Seeham è un comune austriaco di 2 004 abitanti nel distretto di Salzburg-Umgebung, nel Salisburghese.

## Geografia fisica
Il comune è situato a circa 20 chilometri a nord di Salisburgo, sulla riva occidentale dell'Obertrumer See. Alle sue spalle, fra il lago e la valle del fiume Salzach, si stende un altopiano cosparso di boschi, prati e villaggi pittoreschi, che culmina nell'Haunsberg (835 m s.l.m.), dal quale si gode un'ampia vista sulla regione dei laghi salisburghesi.